# Ferdinand Johann Wiedemann
Ferdinand Johann Wiedemann (Haapsalu, Estònia 1805 - Sant Petersburg 1887) fou un lingüista estonià germanobàltic, especialista en llengües ugrofineses.
Descendent d'alemanys i de suecs, va estudiar a Tallinn i després a la Universitat de Tartu. S'interessà tant per l'estonià com per la resta de llengües ugrofineses, i el 1854 s'incorporà a l'Acadèmia de Ciències de Sant Petersburg. S'especialitzà en gramàtica, i va escriure la gramàtica del komi o l'udmurt que serviren de base per a normalitzar l'alfabetització en aquestes llengües durant l'època soviètica.

## Obres
- Versuch einer Grammatik der syrjänischen Sprache nach dem in der Übersetzung des Evangelium Matthäi gebrauchten Dialekte (1847)[2]
- Versuch einer Grammatik der tscheremissischen Sprache nach dem in der Evangelien Übersetzung von 1821 gebrauchten Dialekte (1847).
- Grammatik der wotjakischen sprache (1859)
- Ehstnisch-deutsches Wörterbuch (Diccionari estonià-alemany, 1869)
- Grammatik der Ehstnischen sprache (Gramàtica de la llengua estoniana, 1875)